# Комунари (Білопільський район)
Комуна́ри, — колишнє село в Україні, у Білопільському районі Сумської області. Підпорядковувалось Яструбинській сільській раді.
18 січня 1988 року рішенням Сумської обласної ради зняте з обліку.